# Ноттер (Нідерланди)
Ноттер (нід. Notter) — селище в нідерландській провінції Оверейсел. Входить до муніципалітету Вірден.
Його площа становить 11,43 км², а населення станом на 2021 рік складало 590 осіб.
Перша згадка про населений пункт датується 1297 роком.